# Ostenec hvězdnatý
Ostenec hvězdnatý (Abalistes stellatus) je paprskoploutvá ryba z čeledi ostencovití (Balistidae).
Druh byl popsán roku 1801 francouzským přírodovědcem Bernardem Germain de Lacépède.

## Popis a výskyt
Obě pohlaví této ryby dosahují max. délky 60 cm, ale běžná délka je 40 cm.
Má šedé až zelenohnědé tělo se světlejšími spodními partiemi, zdobeno je skvrnkami. Hřbetní a řitní ploutev má žluté pruhy. Ocasní ploutev je žlutá s bílým pruhováním a černým lemem.
Byla nalezena na pobřeží Indického oceánu, Rudého moře, Perského zálivu a podél západního okraje Tichého oceánu. Místem jejich výskytu jsou útesy a pobřeží s bahnitým a písčitým dnem. Někdy je možné nalézt tyto ryby v ústích řek. Dospělí jedinci se nachází v hloubce 7–350 m.